# Árpád Gögh
Árpád Gögh (* 13. října 1972, Dunajská Streda) je bývalý slovenský fotbalista, záložník.

## Fotbalová kariéra
Hrál za FC DAC 1904 Dunajská Streda, Chemlon Humenné, Győri ETO FC, Pécsi MFC a ŠK Slovan Bratislava. V evropských pohárech nastoupil v 1 utkáních. V československé lize nastoupil v 11 utkáních a dal 1 gól.

## Ligová bilance
| Ročník                                   | Zápasy | Góly | Klub                        |
| ---------------------------------------- | ------ | ---- | --------------------------- |
| 1. československá fotbalová liga 1992/93 | 11     | 1    | FC DAC 1904 Dunajská Streda |
| 1. slovenská fotbalová liga 1993/94      | 1      | 0    | FC DAC 1904 Dunajská Streda |
| 1. slovenská fotbalová liga 1993/94      | 18     | 1    | FC Chemlon Humenné          |
| 1. slovenská fotbalová liga 1994/95      | 11     | 1    | FC Chemlon Humenné          |
| 1. slovenská fotbalová liga 1994/95      | 5      | 0    | FC DAC 1904 Dunajská Streda |
| 1. slovenská fotbalová liga 1995/96      | 6      | 0    | FC DAC 1904 Dunajská Streda |
| 1. slovenská fotbalová liga 1996/97      | 29     | 0    | FC DAC 1904 Dunajská Streda |
| 1. maďarská liga 1997/98                 | 19     | 0    | Győri ETO FC                |
| Mars superliga 1999/00                   | 1      | 0    | FC DAC 1904 Dunajská Streda |
| 1. maďarská liga 1999/00                 | 19     | 0    | Pécsi MFC                   |
| Mars superliga 1999/00                   | 15     | 1    | ŠK Slovan Bratislava        |
| Mars superliga 2000/01                   | 14     | 0    | ŠK Slovan Bratislava        |
| Mars superliga 2001/02                   | 2      | 0    | ŠK Slovan Bratislava        |
| 1. maďarská liga 2001/02                 | 9      | 1    | Győri ETO FC                |
| CELKEM                                   | 160    | 5    |                             |